# Коронирование поверхности

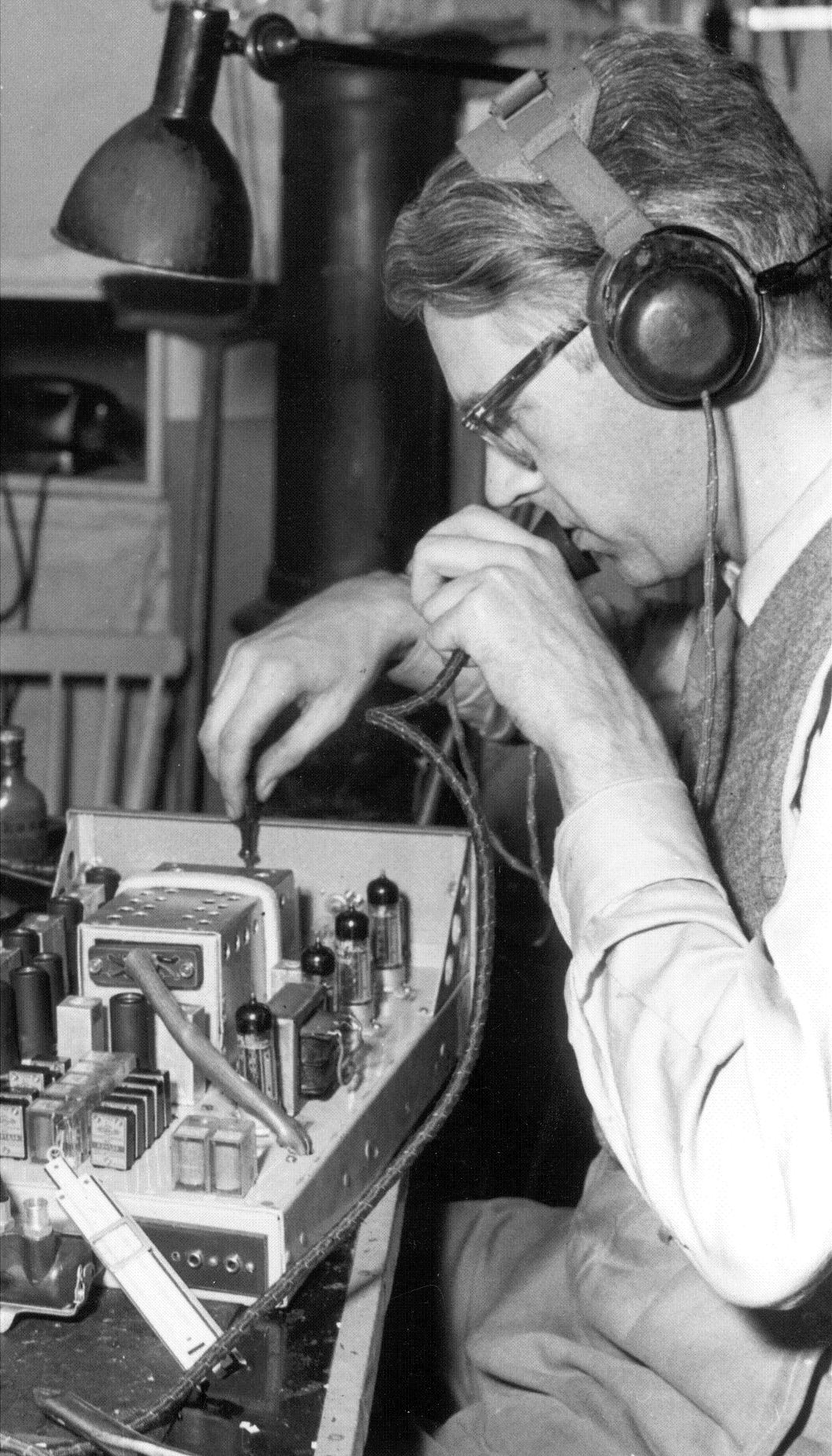
Вернер Эйсби, датский инженер, изобретатель коронирования поверхности.

Коронирование поверхности (также иногда называемая воздушной плазмой) - обработка поверхности коронным разрядом низкой (комнатной) температуры для изменения её свойств. Коронный разряд формируется электродом с острым наконечником, образуя плазму вокруг себя. Часто используется массив электродов для формирования сплошной завесы. Материалы вроде пластика, ткани, бумаги могут пропускаться через такую завесу для изменения поверхностной энергии. Все материалы имеют определённую поверхностную энергию, которая влияет на смачиваемость, адгезию клеев, красок, герметиков. Приборы для обработки поверхности коронированием существуют в разных форматах - от ручной обработки изделий произвольной формы до сплошных завес обработки плёнки на конвейере.

## История
Обработка поверхности коронным разрядом была изобретена Вернером Эйсби (Verner Eisby) датским инженером в 1951 году. Один из клиентов Вернера попросил его найти решение, делающее возможным печатать на пластике.
Вернер обнаружил, что есть несколько способов добиться этого. Один из способов заключался в обработке поверхности пластика в газовом пламени, а другой заключался в обработке её электрическими искрами, оба способа были трудоемкими и не гарантировали повторяемый результат. Вернер предположил, что высокочастотный коронный разряд позволит добиться эффективности и повторяемости результата. Эксперименты, проведённые позже, показали его правоту. Компания Вернера Vetaphone получила патент на эту технологию.

## Материалы
Многие пластики, такие как полиэтилен и полипропилен - химически инертные непористые пластики с низким поверхностным натяжением, что приводит к незначительной адгезии к ним клеев, красок, покрытий. Но незаметная невооружённому глазу обработка поверхности коронным разрядом значительно повышает адгезию.
Полиэтилен, полипропилен, нейлон, ПВХ, полиэтилентерефталат, металлизированные поверхности, бумага - подвергаются такой обработке. Без коронирования поверхности не обходится ни одна печать на полиэтиленовом пакете.

## Оборудование
Оборудование для коронирования содержит высокочастотный генератор, высоковольтный трансформатор, стационарный электрод и заземлённый ответный электрод. Блок управления прикладывает высоковольтное высокочастотное напряжение к металлическому или керамическому электроду, разряд с которого через воздушный промежуток достигает обрабатываемой поверхности.
Промышленные системы коронирования выпускаются как с голым, так и с изолированным электродом, выбор осуществляется исходя из типа обрабатываемой поверхности.

## Предварительная обработка
Многие материалы лучше склеиваются, когда их поверхность обработана сразу после производства, это называется предварительной обработкой. Эффект обработки снижается со временем, поэтому непосредственно перед склейкой, окраской и т. п. может потребоваться повторная обработка поверхности коронированием.

## Другие технологии
Другие технологии для обработки поверхности включают в себя воздушную плазму (плазма атмосферного давления), плазму от пламени, системы химической плазмы.

### Обработка плазмой атмосферного давления
Плазма атмосферного давления очень похожа на обработку поверхности коронированием, но имеет некоторые отличия. Оба метода используют источник высокого напряжения и электроды, ионизируя продуваемый газ. Но системы с атмосферной плазмой имеют намного большую плотность разряда, что увеличивает степень ионизации газа, скорость обработки и степень активации поверхности. Также обработка плазмой атмосферного давления исключает обработку обратной стороны поверхности обрабатываемого материала.

### Плазма от пламени
Плазма от пламени производит гораздо больше тепла, но материалы, обработанные таким способом, имеют более длительный срок хранения. Эти системы отличаются от систем с плазмой атмосферного давления, так как плазма получается при сжигании горючего газа в окружающем воздухе в пламени синего свечения. Поверхности изделия поляризуются от плазмы пламени, влияя на распределение электронов в окисной плёнке. Этот вид обработки имеет более высокую температуру, так что некоторые материалы при таком виде обработки могут быть повреждены.

### Химическая плазма
Химическая плазма - это комбинация двух технологий - плазмы атмосферного давления и плазмы от пламени. Так же как и в плазме атмосферного давления ионизация осуществляется электрическим разрядом. Но, в отличие от плазмы атмосферного давления, химическая плазма продуктами ионизации влияет на различные химические группы на поверхности изделия.

## Список источников
1. ↑  Corona Treating for Coating Applications. Дата обращения: 2 января 2018. Архивировано из оригинала 6 ноября 2018 года.

## Внешние ссылки
- Explanation of Corona Treatment - By the Inventor, Vetaphone
- Corona Treatment Technical Insights & Practical Industrial Applications
- Thorough technical article about how Corona Treatment and Surface Treatment works - by leading industry company